# إدوارد لويد
إدوارد لويد (بالإنجليزية: Edward Lloyd (Governor of Maryland))‏ (و. 1779 – 1834 م) هو سياسي من الولايات المتحدة الأمريكية ولد في مقاطعة تالبوت.
تولى منصب عضو مجلس الشيوخ الأمريكي .وهو عضو في الحزب الجمهوري الديمقراطي، والحزب الديمقراطي الأمريكي .